# Phyllodromica cazurroi
Phyllodromica cazurroi es una especie de cucaracha del género Phyllodromica, familia Ectobiidae. Fue descrita científicamente por Bolívar en 1885.
Habita en Marruecos y Argelia.